# Silent Civilian
Silent Civilian é uma banda de metalcore de Los Angeles, Califórnia (EUA).

## Integrantes
- Jonny Santos  – vocais, guitarra (ex-SpineshanK)
- Dave Delacruz – guitarra
- Robbie Young – baixo
- Ryan Halpert – bateria

## Discografia

### Álbuns de estúdio
- 2006 - Rebirth of the Temple
- 2010 - Ghost Stories